# Idlib (tỉnh)
Idlib (tiếng Ả Rập: مُحافظة ادلب / ALA-LC: Muḥāfaẓat Idlib) là một trong 14 tỉnh của Syria. Tỉnh nằm tại tây bắc của Syria, giáp với tỉnh Hatay của Thổ Nhĩ Kỳ. Diện tích của tỉnh là 5.933 km²  hay 6.097 km². Theo điều tra năm 2010, dân số của tỉnh là 1.464.000 người. Tỉnh lị là thành phố Idlib.

## Huyện
Tỉnh được chia thành 5 huyện (manatiq):
- Arihah
- Harem
- Idlib
- Jisr ash-Shugur
- Ma'arrat al-Numan

Các huyện được chia tiếp thành các phó huyện (nawahi).